# АВК
Компания «АВК» — донецкая продуктовая компания, которая специализируется на производстве разнообразных кондитерских изделий, мультизлаковых полезных снэков и растительного мяса.

## История
Компания АВК основана в 1991 году и начинала свою деятельность как поставщик какао-бобов для кондитерских фабрик Украины.
1993 год — создание собственного коррексного производства для упаковки пищевых продуктов.
В 1994 году компания АВК запустила собственное производство шоколадных изделий и начала продажу готовых кондитерских продуктов — полых шоколадных фигурок.
1996 год — вхождение в состав компании «АВК» Донецкой кондитерской фабрики. Основная специализация — желейно-жевательные конфеты, сдобное печенье, продукты, произведённые по экструзионной технологии и комбинированные.
1997 год — вхождение в компанию Луганской кондитерской фабрики.
1998 год — запуск первого на Украине экструзионного производства. Создание первого постсоветского бренда «МАЖОР».
В 1999 году — американский инвестфонд Western NIS Enterprise Fund (WNISEF) инвестировал 8,9 млн долларов в развитие компании.
2000 год — сертификация системы управления качеством на соответствие требованиям международного стандарта ISO–9001. Компания «АВК» стала одной из первых в украинской кондитерской отрасли, которая получила сертификат на систему управления качеством ISO 9001.
2001 год — ввод в эксплуатацию новой фабрики в г. Донецк (мучные и вафельные изделия).
2002 год — на новой фабрике в г. Донецк запущена в эксплуатацию линия по производству продукции экструзионной технологии.
2003 год — в состав «АВК» вошла Днепропетровская кондитерская фабрика.
2004 год — АВК запускает новую линию производства категории желейно-жевательных конфет.
2005 год — объёмы реализации продукции АВК превысили 1 млрд гривен.
2006 год — обновлён ассортимент с акцентом на группу шоколадных изделий.
2007 год — производственные линии АВК сертифицированы по самым строгим Международным стандартам ISO 22000.
2008 год — сотрудничество с известным кутюрье Пако Рабаном в рамках создания дизайна эксклюзивной коробки конфет «Шедевр Premio».
В 2009 году АВК запускает первую в Европе линию КСК с полностью замкнутым автоматическим циклом производства. Мощность линии — три тонны конфет в час, при минимальном участии работников.
2010 год — АВК на 40 % обновляет ассортимент продукции, расширяет диетический сегмент сладостей без сахара.
2011 год — Международный институт вкуса и качества iTQi (г. Брюссель, Бельгия) отмечает продукцию АВК на конкурсе Superior Taste Award. Награды получают шоколадные конфеты «КримЧери» и «Трюфель Оригинальный».
2012 — продукция компании АВК получила сертификат «Халяль», что открыло возможность экспорта в арабско-мусульманские страны.
2014 год — в связи с вооружённым конфликтом на востоке Украины в июле 2014 года остановлена Луганская кондитерская фабрика АВК. В декабре 2014 года остановлена Донецкая кондитерская фабрика АВК. Однако уже в следующем году обе фабрики переходят под контроль основанной в Донецке местной компании «Лаконд» и возобновляют свою работу.
С 2015 года — основные производственные мощности компании АВК сосредоточены в г. Днепр.
В 2016 году АВК начинает производство собственного кофе и выводит на рынок ТМ Baristi.
В 2017 году компания АВК вошла в ТОП-100 кондитерских компаний мира.
2020 год — компания выпустила мультизлаковый снек BRUNCH. В 2021 году запущен бренд 100 % растительного мяса DREAMEAT.

## Галерея

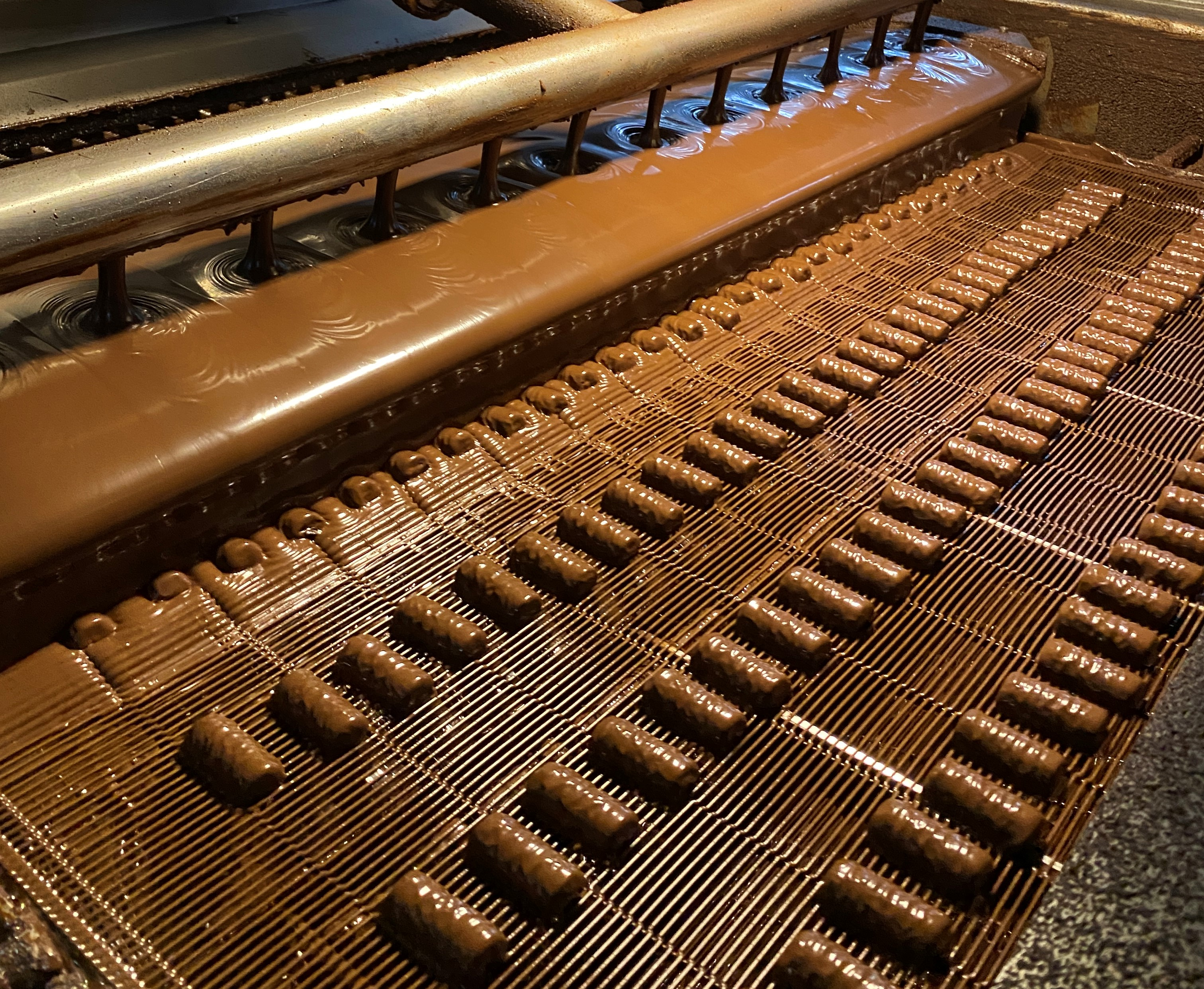
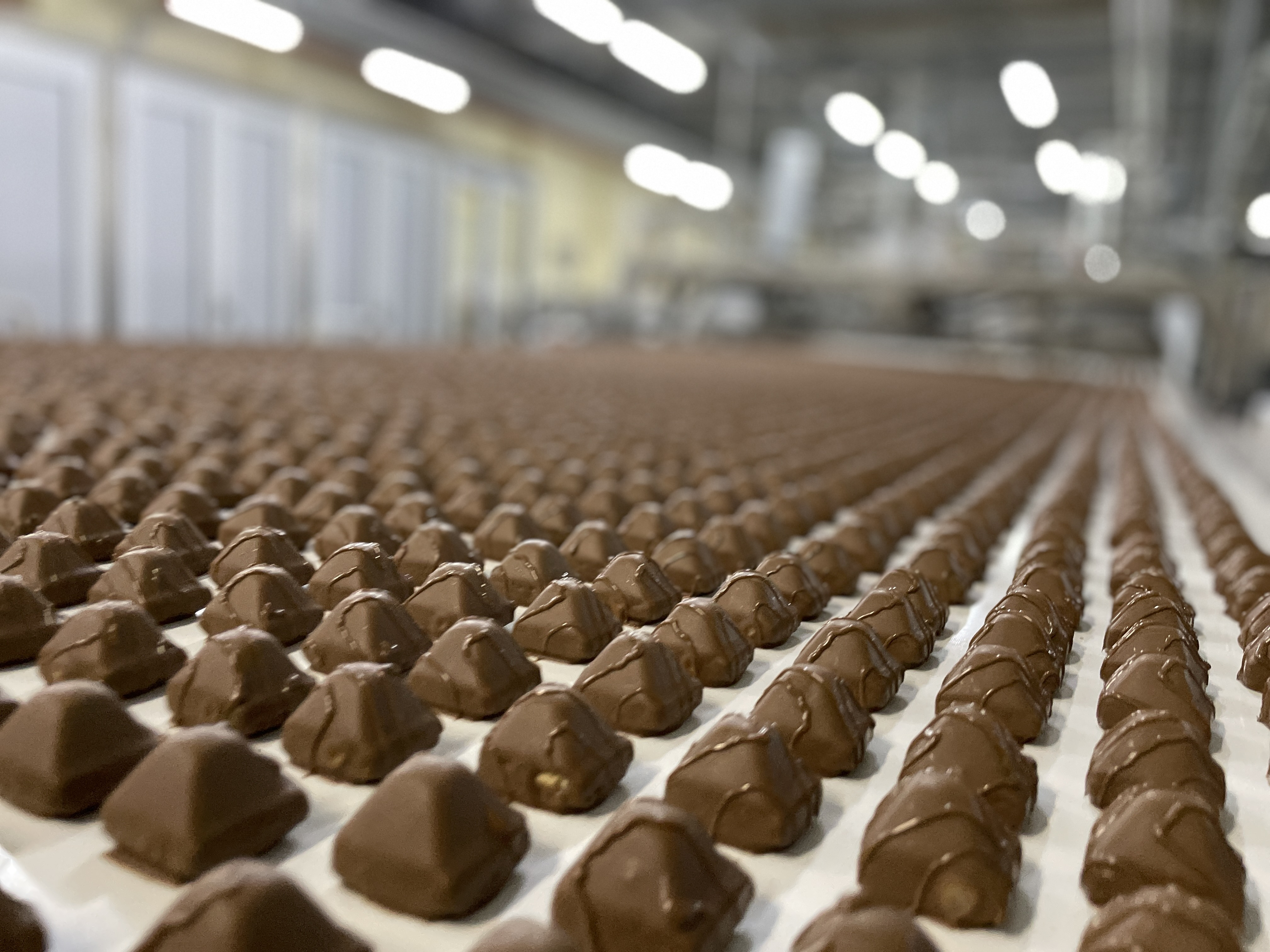
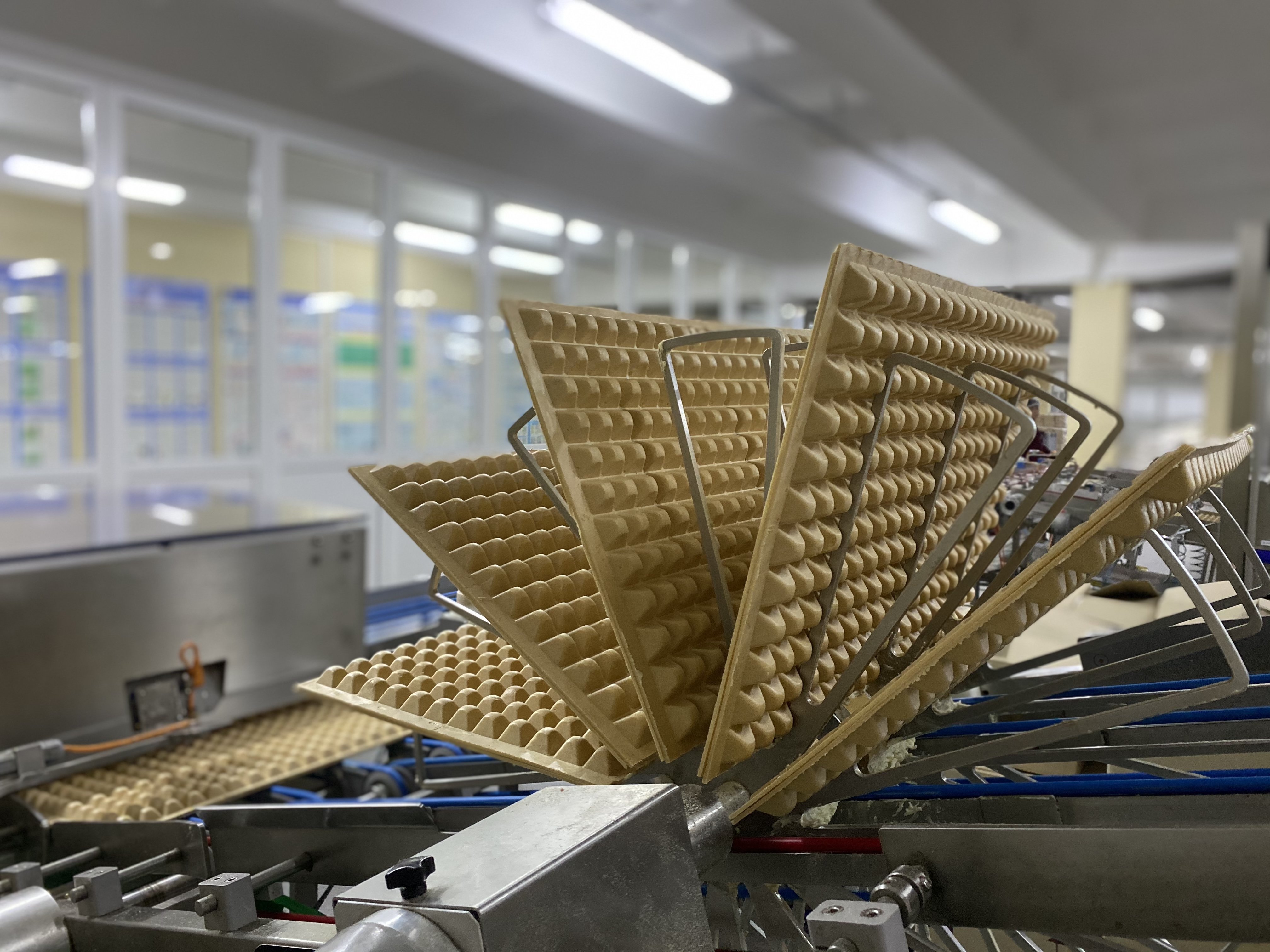
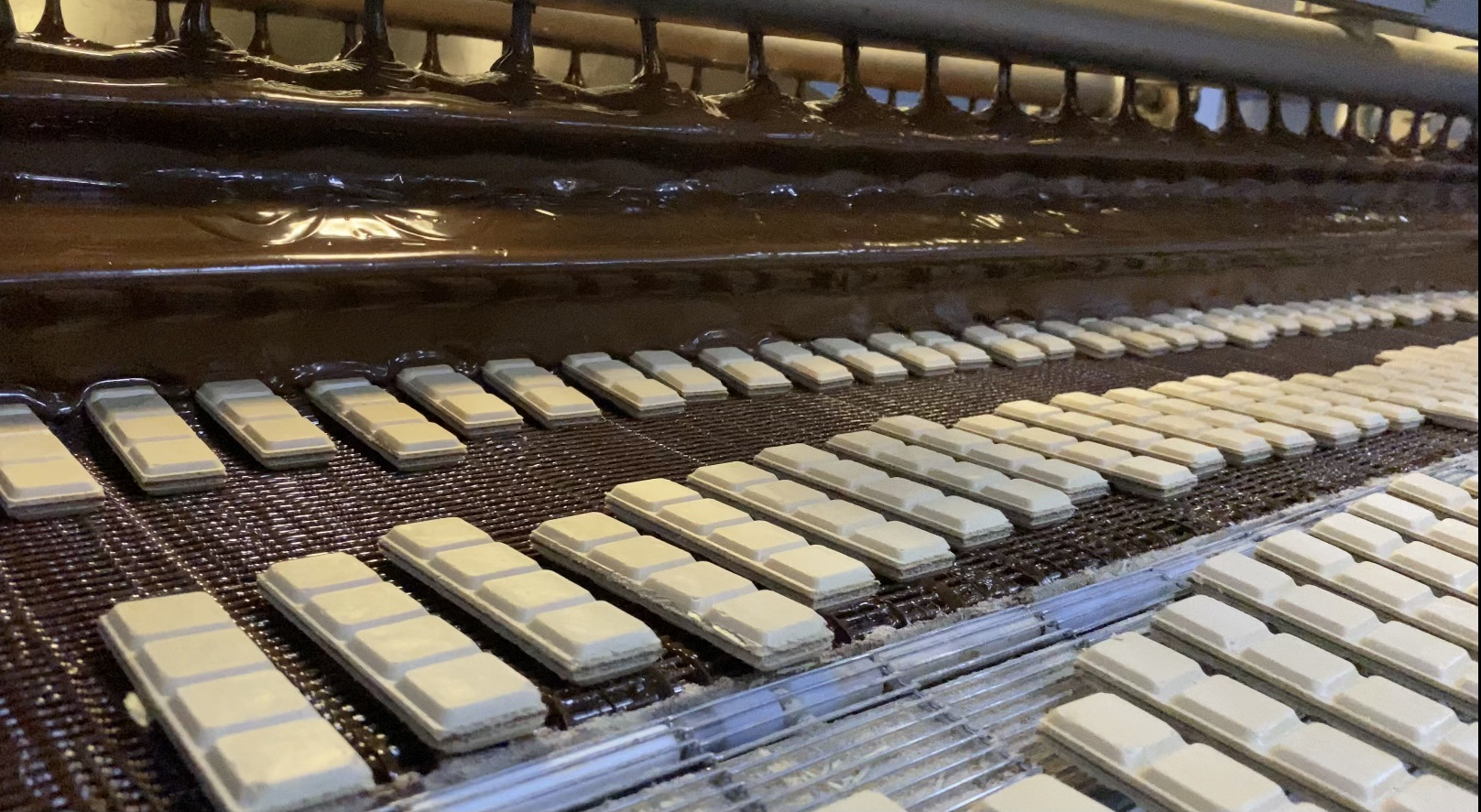

## Торговые марки
Компании АВК принадлежит ряд торговых марок:
- Королевский шарм
- Труфалье
- Трюфель
- Гулливер
- Мажор
- Бам-Бук
- Шоколадная ночь
- Шоколад без сахара АВК
- Kresko
- BRUNCH
- DREAMEAT